# 西達 (阿肯色州)
西達（英語：Thida）是位於美國阿肯色州獨立縣的一個非建制地區。該地的面積和人口皆未知。

## 地理
西達的座標為35°34′16″N 91°28′44″W / 35.57111°N 91.47889°W，而該地的平均海拔高度為90米（即295英尺）。